# كاتدرائية صور
كاتدرائية صور هي بقايا كنيسة صليبية في صور، لبنان. بنيت عام 1129 تحت إدارة حاكم صور وليم الأول وخصصت للصليب المقدس في موقع كنيسة بيزنطية.
كانت الكاتدرائية مقر أبرشية صور وواحدة من الأبرشيات الأربع للكنيسة الكاثوليكية التابعة لبطريركية القدس للاتين في مملكة بيت المقدس الصليبية.

## تاريخ
بُنيت الكاتدرائية في منطقة جمهورية البندقية في صور، الذين شيدوا عديد المعابد من بينها كنيسة القديس مرقس على أنقاض المسجد الفاطمي العظيم الذي كان قد بُني بدوره على موقع معبد ملقرت.
من أشهر القساوسة الذين خدموا فيها كان وليم الصوري، الذي شغل منصبه بين 1175 و1185. بعد سقوط القدس في يد الأيوبيين بقيادة صلاح الدين، أصبحت الكاتدرائية الموقع التقليدي لتتويج ملوك القدس ومكان إقامة حفلات الزفاف الملكية، واعتبرت واحدة من أكبر وأهم المباني الكنسية في المملكة اللاتينية في القدس.
وقد دُفنت عظام الإمبراطور فريدريك بربروسا هناك في عام 1190. حاول المؤرخ والسياسي البافاري يوهان نيبوماك سيب العثور عليها في عهد ملك بروسيا فيلهلم الأول في عام 1874، لكنه لم ينجح.
تضررت الكاتدرائية بفعل زلزال سوريا 1202، وتم تدميرها نهائيًا في عام 1291 عقب سقوط المدينة في يد المماليك.

## المعرض
- طبعة القرن التاسع عشر
- صورة في 1870
- الموقع في 2015
- مخطط الكاتدرائية حسب رسم يوهان نيبوماك سيب